# Volevo scriverti da tanto
Volevo scriverti da tanto è un singolo della cantante italiana Mina, primo estratto dell'album Maeba e pubblicato il 9 marzo 2018 dalla PDU e dalla Sony Music.

## La canzone
La canzone è stata scritta da Maria Francesca Polli, composta da Moreno Ferrara e arrangiata da Massimiliano Pani. È una ballata melodica che richiede una grande capacità interpretativa. Il testo è una lettera dedicata a qualcuno che forse non avrà l'occasione di leggerla. Si tratta di una lettera mai scritta, una conversazione che non potrà mai avvenire, la possibilità di riappacificarsi con se stessi dopo una grande sofferenza. Per i passaggi radiofonici è stata eliminata l'introduzione iniziale di 24 secondi.

## Video musicale
Il videoclip di Volevo scriverti da tanto, diretto da Mauro Balletti, è stato inizialmente pubblicato in due versioni il 9 marzo sul canale Youtube dell'artista: edizione con l'audio album version e radio version. Il video musicale mostra delle immagini di Mina in versione alieno, mentre scorre il testo del brano. Il 12 marzo i due video sono stati eliminati per lasciar spazio ad una nuova edizione del videoclip, con la correzione di alcuni errori di battitura.

## Accoglienza
Il brano è stato accolto positivamente dalla stampa nazionale, la quale ha elogiato la qualità del brano. Per quanto riguarda le classifiche, nel giorno di pubblicazione la canzone ha raggiunto il terzo posto su iTunes e successivamente la posizione n. 76 della Top Singoli italiana FIMI.

## Tracce
Download digitale
1. Volevo scriverti da tanto – 4:27 (testo: Maria Francesca Polli – musica: Moreno Ferrara)

## Classifiche
| Classifica (2018) | Posizione massima |
| ----------------- | ----------------- |
| Italia            | 76                |
| Italia (airplay)  | 35                |